# Baile Funk Experience
Baile Funk Experience (también conocida como Funk Generation World Tour) será el quinto tour de la cantante Anitta y su primera incursión global, promocionando su sexto álbum de estudio, «Funk Generation» (2024). Patrocinado por Live Nation, la gira recorrerá América del Norte y del Sur, además de Europa.  

## Repertorio de canciones
La siguiente lista representa el concierto otorgado el 18 de mayo de 2024 en el Salón Los Ángeles de la Ciudad de México. No representa el repertorio de cada concierto otorgado durante la gira.
1. «Carta de amor» (canción de Maria Bethânia)
2. «Funk Rave»
3. «Grip»
4. «Joga Pra Lua»
5. «Savage Funk»
6. «Double Team»
7. «Mil Veces»
8. «Aquecimiento da Gaiolagem» (canción de Corvina)
9. «Used To Be»
10. «Love In Common»
11. «Fria»
12. «Meme»
13. «Movimiento da Sanfoninha»
14. «Sabana»
15. «Lose Ya Breath»
16. «Cria de Favela»
17. «Puta Cara»
18. «Is That For Me» / «Fuego» / «Simply The Best» / «Aceita»
19. «Girl From Rio»
20. «Me Gusta»
21. «Envolver»
22. «Bellakeo»
23. «Downtown»
24. «Onda Diferente»
25. «Bola Rebola»
26. «Rave de Favela»
27. «Vai Malandra»
28. «Boys Don't Cry»

## Fechas
| Fecha (2024)      | Ciudad            | País              | Recinto                         |
| América del Norte | América del Norte | América del Norte | América del Norte               |
| ----------------- | ----------------- | ----------------- | ------------------------------- |
| 18 de mayo        | Ciudad de México  | México            | Festival Tecate Emblema         |
| 18 de mayo        | Ciudad de México  | México            | Salón Los Ángeles               |
| 21 de mayo        | Los Ángeles       | Estados Unidos    | The Wiltern                     |
| 23 de mayo        | Miami Beach       | Estados Unidos    | The Fillmore                    |
| 23 de mayo        | Miami Beach       | Estados Unidos    | LIV                             |
| 26 de mayo        | Orlando           | Estados Unidos    | Hard Rock Live Orlando          |
| 28 de mayo        | Boston            | Estados Unidos    | MGM Music Hall at Fenway        |
| 29 de mayo        | Toronto           | Canadá            | History                         |
| 1 de junio        | Chicago           | Estados Unidos    | Byline Bank Aragon Ballroom     |
| 2 de junio        | Nueva York        | Estados Unidos    | Brooklyn Paramount              |
| 3 de junio        | Nueva York        | Estados Unidos    | Brooklyn Paramount              |
| América del Sur   |                   |                   |                                 |
| 7 de junio        | Bogotá            | Colombia          | Lourdes Music Hall              |
| 9 de junio        | Lima              | Perú              | Centro de Convenciones Barranco |
| 14 de junio       | Santiago          | Chile             | Basel                           |
| 16 de junio       | Buenos Aires      | Argentina         | Teatro Vorterix                 |
| Europa            |                   |                   |                                 |
| 25 de junio       | Berlín            | Alemania          | Metropol                        |
| 26 de junio       | Ámsterdam         | Países Bajos      | Melkweg                         |
| 28 de junio       | Londres           | Inglaterra        | O2 Forum Kentish Town           |
| 29 de junio       | París             | Francia           | Festival Solidays               |
| 29 de junio       | París             | Francia           | Elysée Montmartre               |
| 1 de julio        | Ibiza             | España            | Pachá                           |
| 3 de julio        | Madrid            | España            | Sala La Riviera                 |
| 4 de julio        | Barcelona         | España            | Sala Razzmatazz                 |
| 7 de julio        | Milán             | Italia            | Fabrique                        |
| 8 de julio        | Ibiza             | España            | Pachá                           |
| 12 de julio       | Bucarest          | Rumania           | Festival Beach, Please!         |
| 13 de julio       | Londres           | Inglaterra        | Festival British Summer Time    |